# 前奏曲Op.28, No. 19 (蕭邦)

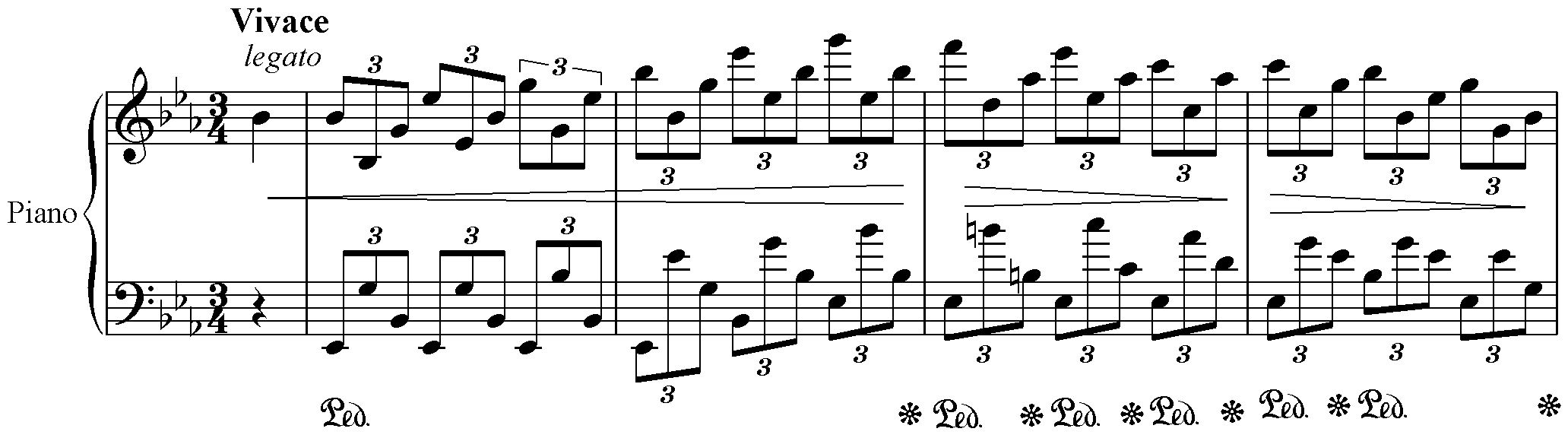
前奏曲Op. 28, No. 19

前奏曲Op. 28, No. 19為蕭邦24首前奏曲中的樂曲，為降E大調，急板（Vivace），3/4拍。
此为前奏曲中最艰难之一，雙手同時急速彈着圓滑而跨过高低音间超过八度音程的八分音符，並伴隨反覆的漸強和漸弱，使樂曲具技巧上的難度。雖結構上與第十四首前奏曲相似，但氣氛上更為開朗、和諧。最後雙手以極強的力度彈出兩個和弦作結。
阿爾弗雷德·科爾托將其稱為“翅膀，翅膀，讓我逃到你那方，啊我的戀人！”（Des ailes, des ailes, pour m'enfuir vers vous, o ma bien-aimée!），汉斯·冯·彪罗將其稱為“衷心的喜悅”（Heartfelt happiness）。

## 外部連結
- 前奏曲, Op. 28：国际乐谱典藏计划上的乐谱
- 来自乌托邦计划（英语：Mutopia Project）的多种格式乐谱 （页面存档备份，存于）